# Signmark

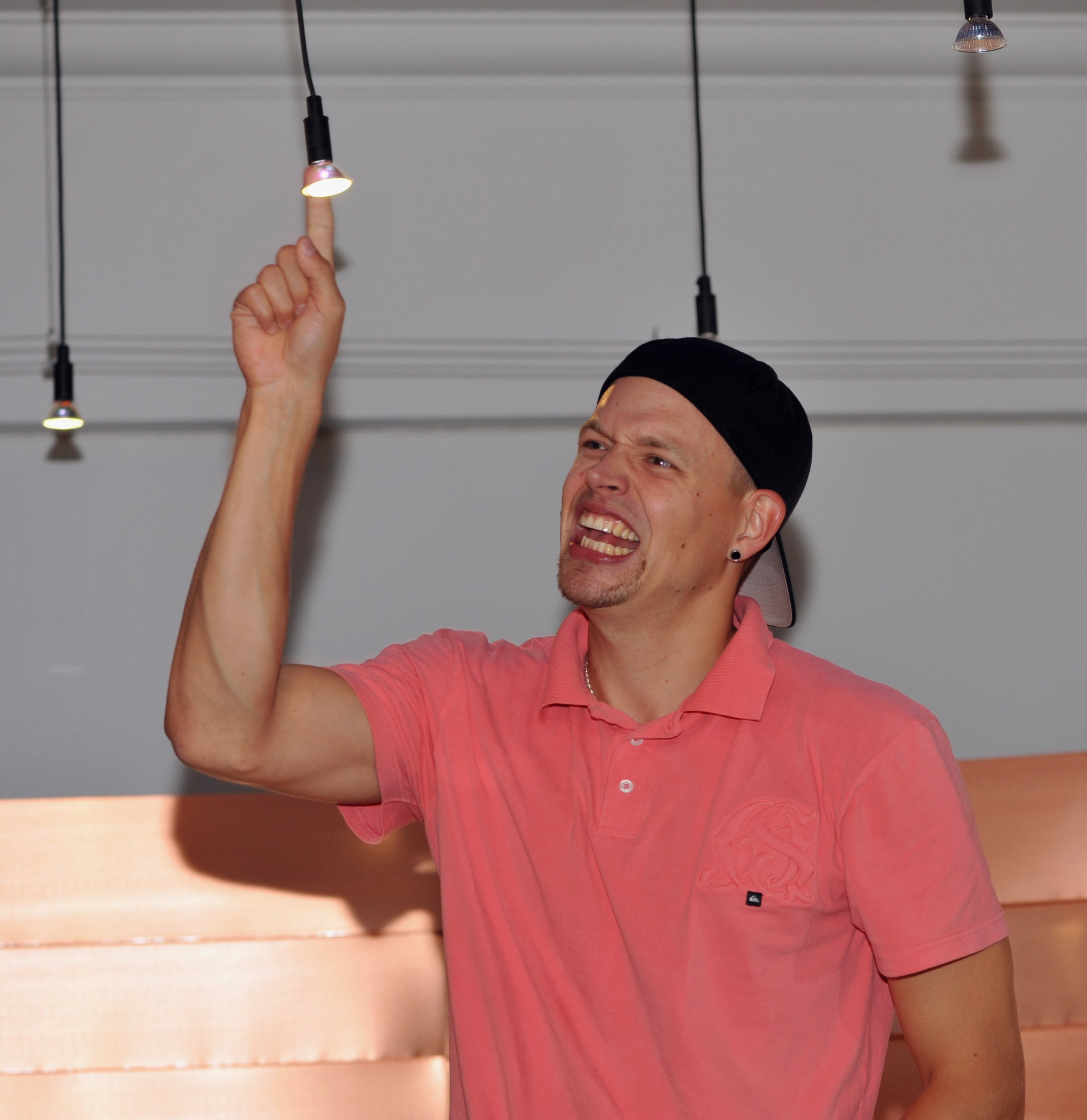
Marko Vuoriheimo im August 2009

Signmark ist eine finnische Hip-Hop-Band. Kopf der Gruppe ist der gehörlose Rapper Marko Vuoriheimo, der unter dem Pseudonym Signmark arbeitet. Zusammen mit den beiden Hörenden Heikki „Mahtotapa“ Soini und Kim „Sulava“ Eiroma bildet er die nach ihm benannte Band. Er ist der erste kommerziell erfolgreiche gehörlose Rapper.

## Geschichte
Die Bandmitglieder kennen sich schon seit ihrer Jugend, doch nach der Schulzeit ging man zunächst getrennte Wege. Erst als sich 2004 der MC Heikki Soini dazu entschied eine Dokumentation über finnische Rap- und Reggae-Künstler zu filmen, erinnerte er sich daran, dass Vuoriheimo früher Raptexte bekannter Künstler in Gebärdensprache übersetzt hatte. Daraus entstand zunächst die Zusammenarbeit für die Dokumentation und schließlich – zusammen mit DJ Sulava – die Band Signmark.

## Organisation
Auf der Bühne leiht Mahtotapa Signmark seine Stimme, Sulava ist der DJ. Dadurch wird die Musik sowohl gehörlosen als auch hörenden Menschen zugänglich gemacht. Folglich erschien das erste Album Signmark als Paket bestehend aus Audio-CD und DVD, auf der die Videos zu den Liedern in Gebärdensprache angesehen werden können. Während die Texte normalerweise in finnischer Sprache sind, wechselt Signmark zwischen finnischer, internationaler oder amerikanischer Gebärdensprache, je nachdem in welchem Land sie auftreten. Die Texte der Band schreiben Signmark und Mahtotapa zusammen. Dieser und Sulava produzieren die Beats.

## Themen
In ihren Texten beschäftigen sich Signmark mit den Vorurteilen gegenüber Gehörlosen sowie mit der Geschichte und dem Verhältnis Gehörloser und Hörender.

## Diskografie
- Signmark (29. November 2006)
- Breaking the Rules (2010)